# 증평 대장장이
증평 대장장이는 대한민국 충청북도 증평군 증평읍에 있다. 2005년 5월 24일 증평군의 향토유적 제9호로 지정되었다.

## 참고 문헌
- 대장장이 최용진[깨진 링크(과거 내용 찾기)] - 증평문화원